# Didier Camberabero
Pour les articles homonymes, voir Camberabero.
Pas d'image ? Cliquez ici

a Compétitions nationales et continentales officielles uniquement.

b Matchs officiels uniquement.
Dernière mise à jour le 2 mai 2025.
Didier Camberabero, né le 9 janvier 1961 à Valence, est un joueur français de rugby, évoluant au poste de demi d'ouverture. Il est le fils de l'ancien international Guy Camberabero et neveu de Lilian, autre international, son frère Gilles est également rugbyman.
Il commence sa carrière au sein du club de La Voulte sportif puis joue à l'AS Béziers, au RC Nîmes, au FC Grenoble et termine sa carrière de joueur à 39 ans à l'USA Perpignan. Avec un total de 354 points en 36 sélections, il figure parmi les meilleurs marqueurs de l'histoire de l'équipe de France.
Il devient ensuite entraîneur de l'US bressane, du Racing Métro 92, de La Voulte sportif puis du RO Agde.

## Biographie
Fils de l'ancien international Guy Camberabero et neveu de Lilian, deux frères qui participent au premier Grand Chelem réalisé par le XV de France, il perpétue avec son frère Gilles la tradition familiale.
Convoqué pour disputer la Coupe du monde 1987, il s'illustre lors de la finale perdue face à la Nouvelle-Zélande en inscrivant une pénalité et une transformation. 
Le 31 octobre 1992, il joue son premier match avec les Barbarians français contre l'Afrique du Sud à Lille. Les Baa-Baas s'imposent 25 à 20. Le 1er novembre 1995, il est de nouveau invité avec les Barbarians français pour jouer contre la Nouvelle-Zélande à Toulon. Les Baa-Baas s'inclinent 19 à 34.
En août 2015, il est le cinquième meilleur marqueur français avec 354 points, derrière Frédéric Michalak, Christophe Lamaison, Dimitri Yachvili et Thierry Lacroix.
Il a, en outre, marqué le plus grand nombre de points sur un seul match en équipe de France: 30, contre le Zimbabwe en 1987 lors d’un match de coupe du monde, devant Christophe Lamaison et Frédéric Michalak.
Il détient un temps, avec son père Guy, le record français du nombre de transformations réussies sur un match : 9 en 1987, toujours contre le Zimbabwe, son père réussit cela 20 ans plus tôt, en 1967 face à l'Italie. Le record est battu par Jean-Baptiste Élissalde en 2007 contre la Namibie.
Il est corecordman du nombre de drops réussis sur un seul match avec 3 réussis en 1990 (avec Pierre Albaladejo et Jean-Patrick Lescarboura).
Lors de la saison 2000-2001, il entraîne aux côtés de Michel Ringeval au FC Grenoble en Élite 1.
En 2002 et pendant 2 ans, il est co-entraîneur de l'Union sportive bressane Pays de l'Ain. En 2006, il entraîne les lignes arrière du Racing Métro 92 mais en conflit avec Philippe Benetton, il est évincé de ce poste le 27 février 2007.
De 2009 à 2011, il entraine l'équipe de La Voulte sportif puis rejoint pour la saison 2011 le RO Agde, évoluant en fédérale 2 comme responsable des lignes arrière de l'équipe première. Le club monte en fin de saison en fédérale 1.
Il devient ensuite conseiller technique de ligue au sein de la Ligue régionale Occitanie de rugby et s'occupe de la formation des éducateurs dans les douze clubs autour de Béziers.

## Statistiques

### Tournoi des Cinq Nations
| Édition           | Rang | Résultats France | Résultats Camberabero | Matchs Camberabero |
| ----------------- | ---- | ---------------- | --------------------- | ------------------ |
| Cinq Nations 1983 | 1    | 3 v, 0 n, 1 d    | 2 v, 0 n, 0 d         | 2/4                |
| Cinq Nations 1988 | 1    | 3 v, 0 n, 1 d    | 1 v, 0 n, 0 d         | 1/4                |
| Cinq Nations 1990 | 3    | 2 v, 0 n, 2 d    | 2 v, 0 n, 1 d         | 3/4                |
| Cinq Nations 1991 | 2    | 3 v, 0 n, 1 d    | 3 v, 0 n, 1 d         | 4/4                |
| Cinq Nations 1993 | 1    | 3 v, 0 n, 1 d    | 2 v, 0 n, 1 d         | 3/4                |

Légende : v = victoire ; n = match nul ; d = défaite ; la ligne est en gras quand il y a Grand Chelem.

### Coupe du monde
| Édition                            | Rang               | Résultats France | Résultats Camberabero | Matchs Camberabero |
| ---------------------------------- | ------------------ | ---------------- | --------------------- | ------------------ |
| Nouvelle-Zélande et Australie 1987 | Finaliste          | 4 v, 1 n, 1 d    | 4 v, 0 n, 1 d         | 5/6                |
| Royaume-Uni 1991                   | Quart-de-finaliste | 3 v, 0 n, 1 d    | 3 v, 0 n, 0 d         | 3/4                |

Légende : v = victoire ; n = match nul ; d = défaite.

## Palmarès
- 36 sélections avec l'équipe de France, de 1982 à 1993
- Tournées en Australie en 1990 et aux États-Unis en 1991
- Finaliste de la Coupe du monde de rugby 1987
- Vainqueur du tournoi des cinq nations 1983
- Coupe de France de rugby à XV 1986, avec l'AS Béziers
- Demi-finaliste du Championnat de France 1991 avec AS Béziers

## Anecdotes
À l'été 1990, il participe avec des amis à l'émission Fort Boyard et remporte 173 400 F (26 435 €). À l'époque les gains sont conservés par les candidats qui jouent pour eux et pas pour une association.
Il s'agit de la toute première fois qu'une célébrité participe à Fort Boyard.
Il reparticipe à Fort Boyard à l'été 1995 dans une équipe de sportifs, menée par Patrice Lagisquet, et remporte 64 070 F (9 767 €) pour l'association Chrysalide.